# Porci Cató
Els Porci Cató foren una família romana d'origen plebeu que formava part de la gens Pòrcia i que portava el cognomen Cató, que potser derivaria de catus ('llest'), portat per primera vegada pel censor Marc Porci Cató, que segons Plutarc abans s'havia dit Marc Porci Prisc.
Per altra banda, Cató també era un cognomen de la gens Hostília, i el portaren personatges com els germans Aulus i Gai Hostili Cató o com Luci Hostili Cató.

## Genealogia familiar
- Marc Porci Cató, també conegut com a Cató el Vell o Cató el Censor
  - Marc Porci Cató, dit Licinià per distingir-lo del seu germà i en referència a la mare
    - Marc Porci Cató
      - Marc Porci Cató

    - Gai Porci Cató
      - Gai Porci Cató

  - Marc Porci Cató, dit Salonià per distingir-lo del seu germà i en referència a la mare
    - Marc Porci Cató
      - Marc Porci Cató, dit Uticenc o Uticès perquè se suïcidà a Útica
        - Marc Porci Cató, dit sovint també Uticenc o Uticès en referència al pare
        - Pòrcia, esposa de Marc Calpurni Bíbul i, posteriorment, de Marc Juni Brutus

      - Pòrcia, esposa de Luci Domici Ahenobarb

    - Luci Porci Cató